# Thomas Chipman McRae
Thomas Chipman McRae (21 de Dezembro de 1851 - 2 de Junho de 1929) foi um político e advogado americano do Arkansas. Exerceu filiado ao Partido Democrata como membro da Câmara dos Representantes dos Estados Unidos (1885 até 1903) e como o 26° Governador do Arkansas, de 1921 até 1925.

## Biografia

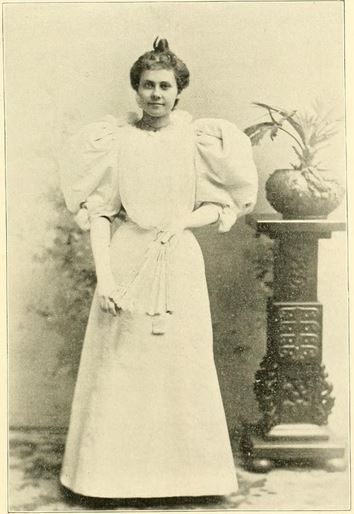
Ethel McRae, filha de Thomas Chipman McRae

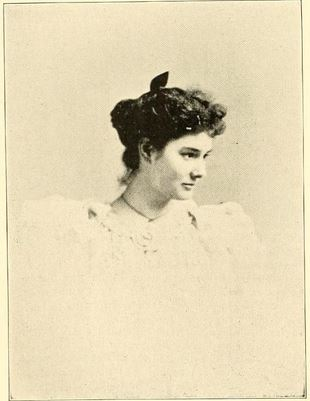
Katherine McRae, filha de Thomas Chipman McRae

Thomas Chipman McRae, o mais velho de cinco irmãos, nasceu filho de Duncan L. e Mary Ann (Chipman) McRae no dia 21 de Dezembro de 1851, em Mount Holly, no Condado de Union, Arkansas. Frequentou o Soule Business College em Nova Orleans, Louisiana e formou-se em direito pela Universidade Washington and Lee em Lexington, Virgínia. Passou na Ordem do Arkansas em 1873 e começou a exercer direito em Rosston, no Condado de Nevada, Arkansas. Casou-se com Amelia Ann White em Dezembro de 1874, com quem teria seis filhas e três filhos. No dia 19 de Maio de 1877, os eleitores do Condado de Nevada decidiram mudar a sede do condado de Rosston e construir um novo tribunal na recém-criada cidade ferroviária de Prescott. McRae mudou sua família para estar mais perto de seu centro de negócios.
Em 1874, McRae foi nomeado para o cargo de Comissário Eleitoral no Arkansas. De 1877 até 1879, exerceu na Câmara dos Representantes do Arkansas e foi eleitor presidencial em 1880. Em 1884, 1896 e 1900, foi delegado na Convenção Nacional Democrata e exerceu como presidente da convenção duas vezes. De 1888 até 1902, foi membro do Comitê de Campanha do Congresso Democrata. De 1885 até 1903, McRae exerceu na Câmara dos Representantes dos Estados Unidos.
Em 1902, McRae doou terras para uma escola afro-americana em Prescott, Arkansas. As escolas de ensino fundamental, médio e secundário de McRae foram integradas ao Distrito Escolar de Prescott em 1969.
Em 1917 e 1918, McRae foi presidente da Ordem do Arkansas; no último ano, participou da Convenção Constitucional do Arkansas.
Em 1920, McRae foi eleito para seu primeiro mandato como Governador do Arkansas. Na eleição, McRae representou o Partido Democrata, recebendo 123.637 votos (66,6%). Wallace Townsend representou o Partido Republicano, recebendo 46.350 votos (25%), e Josiah H. Blount representou o Partido Independente, recebendo 15.627 votos (8,4%). Blount, um superintendente de escolas afro-americanas de Forest City, era o líder de um grupo dissidente do Partido Republicano chamada "Republicanos em prol dos negros", que protestou contra a postura "pura" de seus novos líderes, que incluía o candidato a governador Townsend. Blount foi o primeiro de sua raça a tentar a eleição como chefe executivo do Arkansas.
McRae foi eleito para seu segundo mandato em 1922. Nessa eleição, McRae recebeu 99.987 votos (78,1%) e o Republicano John W. Grabiel recebeu 28.055 votos (21,9%).
Durante seu mandato, a Comissão Ferroviária do Arkansas foi restabelecida, a Comissão Corporativa do Arkansas foi revogada e o Sanatório de Tuberculose do Arkansas para Negros foi criada. Um imposto de indenização foi aprovada pelos financiamentos da receita das escolas públicas, foi criada a Agência de Geologia do Estado de Arkansas e uma lei de imposto de renda pessoal foi promulgada.
Ao final de seu governo, McRae foi nomeado Chefe de Justiça especial da Suprema Corte do Arkansas. Foi eleito membro vitalício da Convenção Democrata do Estado do Arkansas em 1926. Depois de quatro anos como Governador do Arkansas, McRae retornou a Prescott para ficar com sua família. Retomou sua advocacia e envolveu-se em atividades bancárias até sua morte, no dia 2 de Junho de 1929. McRae está enterrado na seção histórica do Cemitério De Ann, em Prescott.
McRae era primo de Thomas Banks Cabaniss, um representante dos EUA da Geórgia. Também foi o avô de Thomas C. "Tom" McRae, III, presidente por muito tempo da Winthrop Rockefeller Foundation que desafiou Bill Clinton pela Nomeação Democrata para Governador em 1990.